# برده کنته
برده کنته محوطهٔ باستانی مربوط به حکومت ماناها در ۷ کیلومتری جادهٔ مهاباد - ارومیه است. این اثر تاریخی، شامل آتشکدهٔ سنگی، پله‌های از سنگ تراشیده شده در دل کوه و دخمه‌ها و چاله‌های متعدد است. پله‌های آن با اندازه‌های مختلف تراشیده شده‌است.
این محوطهٔ باستانی در سال ۱۹۶۹ میلادی در جریانِ کاوش‌های ولفرم کلایس شناسایی و کشف شده‌است. در سال ۱۳۹۱ شمسی، پروهش‌های دیگری از محوطه و سفال‌های به‌دست آمده آن صورت گرفت.